# دره آدم خیل

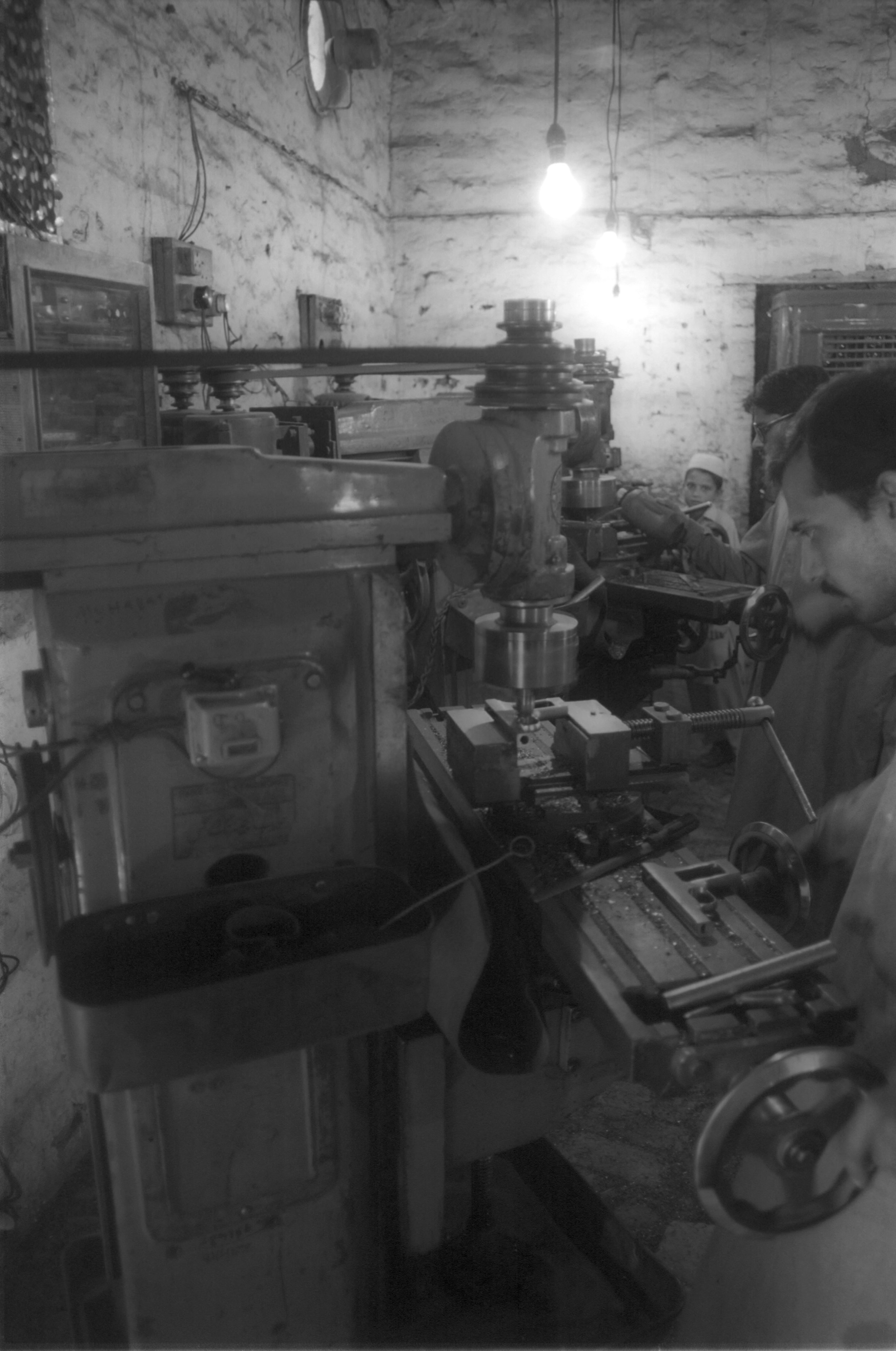
یک کارگاه اسلحه سازی در دره آدم خیل پاکستان

دره آدم خیل، نام روستایی در استان خیبر پاکستان است که تمام ساکنان آن به ساخت سلاح مشغول هستند. در این روستا مردم با فلزات قراضه که از کارخانه کشتی سازی به جا مانده و با بهره‌بردن و استفاده از ابزاری ساده، مثلِ مته کوچک سلاح‌هایی مانند تپانچه، تپانچه خودکار، تفنگ ساچمه‌ای و کلاشینکف می‌سازند و در بازارهای محلی می‌فروشند.